# 土橋正幸

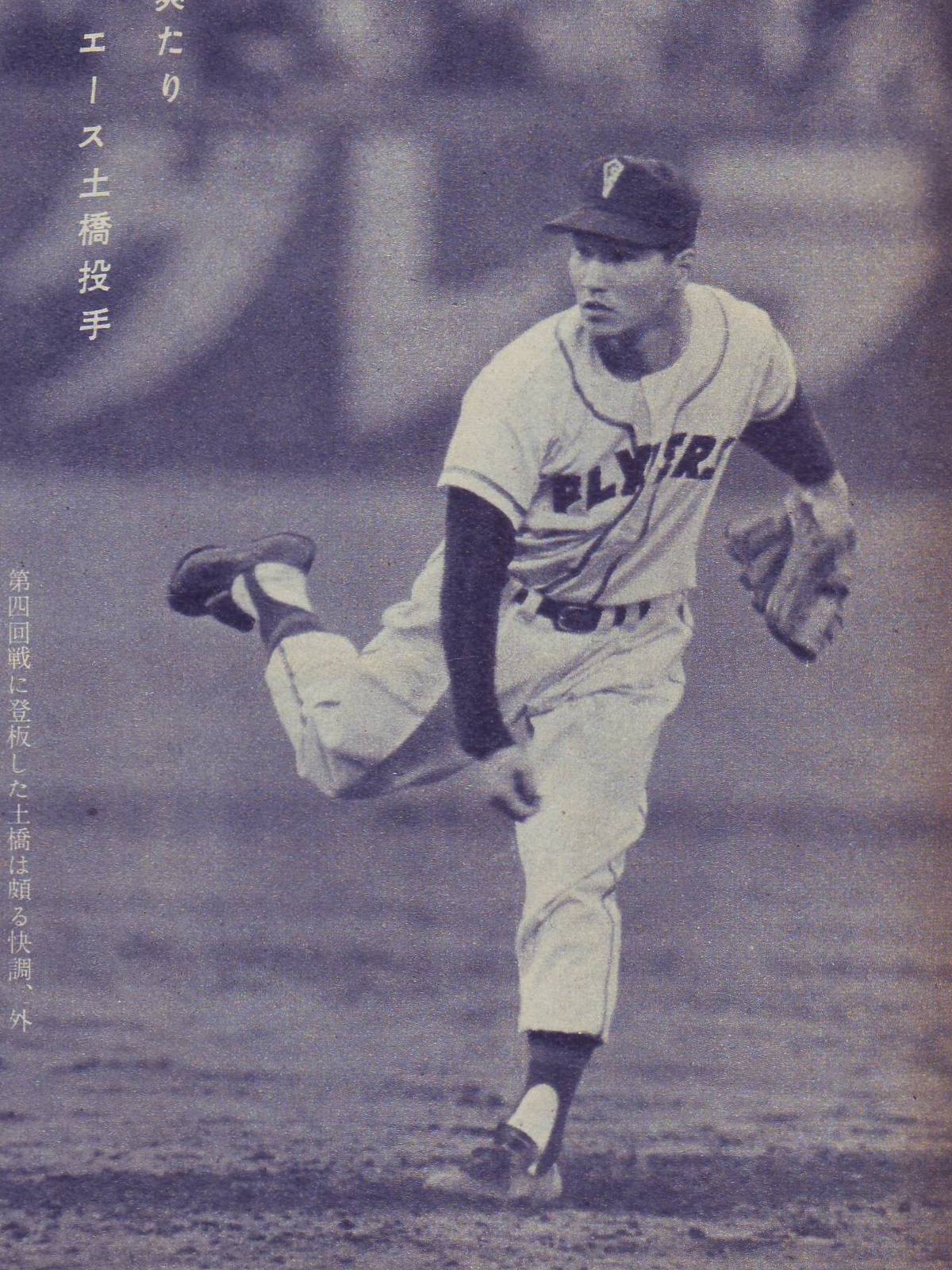

土橋正幸（1935年12月5日—2013年8月24日）是一位日本棒球選手。

## 生平
出生於東京都台東区，曾經效力於日本職棒日本火腿等隊伍，於1967年退休，生涯通算162次勝投。